# Theo Prosel
Theo Prosel (* 4. Mai 1889 in Wien, Österreich-Ungarn; † 13. Januar 1955 in München) war ein österreichischer Dichter, Humorist und Kabarettist.

## Leben
Theo Prosel geriet im Ersten Weltkrieg in russische Gefangenschaft, wo er sein dichterisches Talent entdeckte. Nach dem Krieg kam er als Rezitator seiner Gedichte nach München. Sein erstes Engagement hatte er bei Karl Valentin und trat ab 1920 regelmäßig bei Kathi Kobus im Simplicissimus auf, den er 1935 als Pächter und 1941 als Käufer von Adolf Gondrell übernahm.
Nachdem der Simplicissimus 1944 durch eine Sprengbombe zerstört worden war, eröffnete Prosel 1946 den Neuen Simpl am Platzl und setzte – zunächst sehr erfolgreich – die Tradition des literarischen Kabaretts fort. Nach der Währungsreform blieben die Gäste aus, 1950 musste Prosel Konkurs anmelden.
Prosel schrieb unter anderem den Text zu dem bekannten Wienerlied Ich hab die schönen Maderln net erfunden (Musik: Ludwig Schmidseder) für den Film Der ungetreue Eckehart (1939) und spielte eine Rolle in Der Ochse von Kulm (DEFA, 1954). Die Stadt München widmete Theo Prosel eine Straße, den „Theo-Prosel-Weg“. Seine Grabstelle befand sich auf dem Münchener Nordfriedhof (132-A-13).